# Coppa Anglo-Italiana 1979
La Coppa Anglo-Italiana 1979, chiamata per ragioni di sponsorizzazione Alitalia Challenge Cup 1979 fu l'ottava edizione della Coppa Anglo-Italiana. Fu vinta dal Sutton United, vittorioso in finale contro il Chieti.

## Squadre partecipanti
Al torneo hanno partecipato otto squadre, quattro italiane e quattro inglesi.
| Inglesi                                      | Italiane                           |
| -------------------------------------------- | ---------------------------------- |
| Barnet Matlock Town Nuneaton Town Sutton Utd | Chieti Cremonese Juniorcasale Pisa |

## Fase eliminatoria

### Partite
Ogni squadra ha dovuto disputare quattro gare contro squadre dell'altra nazione. Le prime due giornate si sono giocate a marzo in Italia, mentre le ultime due ad aprile in Inghilterra.

#### Prima giornata
| Data       | Squadra numero 1 | Squadra numero 2 | Risultato |
| ---------- | ---------------- | ---------------- | --------- |
| 14.03.1979 | Chieti           | Matlock Town     | 2-1       |
| 14.03.1979 | Cremonese        | Nuneaton Town    | 1-0       |
| 14.03.1979 | Juniorcasale     | Sutton Utd       | 1-1       |
| 14.03.1979 | Pisa             | Barnet           | 1-0       |

#### Seconda giornata
| Data       | Squadra numero 1 | Squadra numero 2 | Risultato |
| ---------- | ---------------- | ---------------- | --------- |
| 17.03.1979 | Chieti           | Barnet           | 3-0       |
| 17.03.1979 | Cremonese        | Sutton Utd       | 0-1       |
| 17.03.1979 | Juniorcasale     | Nuneaton Town    | 2-0       |
| 17.03.1979 | Pisa             | Matlock Town     | 2-1       |

#### Terza giornata
| Data       | Squadra numero 1 | Squadra numero 2 | Risultato |
| ---------- | ---------------- | ---------------- | --------- |
| 11.04.1979 | Barnet           | Cremonese        | 5-2       |
| 11.04.1979 | Matlock Town     | Juniorcasale     | 2-0       |
| 11.04.1979 | Nuneaton Town    | Chieti           | 0-1       |
| 11.04.1979 | Sutton Utd       | Pisa             | 1-0       |

#### Quarta giornata
| Data       | Squadra numero 1 | Squadra numero 2 | Risultato |
| ---------- | ---------------- | ---------------- | --------- |
| 14.04.1979 | Barnet           | Juniorcasale     | 3-2       |
| 14.04.1979 | Matlock Town     | Cremonese        | 2-0       |
| 14.04.1979 | Nuneaton Town    | Pisa             | 3-0       |
| 14.04.1979 | Sutton Utd       | Chieti           | 0-1       |

## Classifiche nazionali
Le classifiche sono separate per le squadre inglesi e le squadre italiane. Il torneo prevedeva 3 punti in caso di vittoria ed 1 in caso di pareggio.
In caso di parità di punteggio tra due squadre, la squadra con la differenza reti più alta precede l'altra squadra.
Le squadre con più punti nella classifica inglese e quella italiana acquisiscono il diritto di disputare la finale.

## Finale
| Chieti 25 aprile 1979                                     | Chieti    | 1 – 2         | Sutton Utd | Stadio Guido Angelini (5 000 spett.) |
| \| \| \| \| \| Antignani \| Marcatori \| Southan Rains \| |           |               |            |                                      |
|                                                           |           |               |            |                                      |
| Antignani                                                 | Marcatori | Southan Rains |            |                                      |